# احمد دعبس
احمد دعبس (انگلیسی: Ahmed Debes؛ زادهٔ ۱ ژانویهٔ ۱۹۷۰) بازیکن هندبال اهل مصر بود.